# James Browne
James Browne, född 15 juni 1966, är en friidrottare från Antigua och Barbuda. Han deltog vid olympiska sommarspelen 1988.